# Дюфло, Сесиль
Сесиль Дюфло (р. 1 апреля 1975, Вильнёв-Сен-Жорж) — французская политическая деятельница, «политик-эколог».
Детство провела в городке Монтро-Фот-Йон. Сдала школьный выпускной экзамен BAC в 1992, затем училась в Университете Париж Дидро, в 1997 году закончила его по специальности география. С юных лет была политической и экологической активисткой, участвовала в кампаниях по социальному жилью, защите прав заключённых, охране птиц и так далее. В 2001 году вступила в партию «зелёных», с 2003 года входила в её руководство.
С 16 ноября 2006 года по 2010 год возглавляла «зелёных», с 2010 по 2012 год — партию «Европа Экология Зелёные». С 16 мая 2012 года по 31 марта 2014 занимала пост министра жилья и территориального равенства в первом и втором кабинетах Жана-Марка Эро.